# Del Wilson Trophy
Del Wilson Trophy je hokejová trofej udělovaná každoročně nejlepšímu brankáři juniorské ligy Western Hockey League. 

## Držitelé Del Wilson Trophy
- Hokejisté na barevném pozadí vyhráli také CHL Goaltender of the Year.

| Sezóna  | Jméno                 | Tým                                                     |
| ------- | --------------------- | ------------------------------------------------------- |
| 2013/14 | Jordon Cooke          | Kelowna Rockets                                         |
| 2012/13 | Patrik Bartošák       | Red Deer Rebels                                         |
| 2011/12 | Tyler Bunz            | Medicine Hat Tigers                                     |
| 2010/11 | Darcy Kuemper         | Red Deer Rebels                                         |
| 2009/10 | Martin Jones          | Calgary Hitmen                                          |
| 2008/09 | Chet Pickard          | Tri-City Americans                                      |
| 2007/08 | Chet Pickard          | Tri-City Americans                                      |
| 2006/07 | Carey Price           | Tri-City Americans                                      |
| 2005/06 | Justin Pogge          | Calgary Hitmen                                          |
| 2004/05 | Jeff Glass            | Kootenay Ice                                            |
| 2003/04 | Cam Ward              | Red Deer Rebels                                         |
| 2002/03 | Josh Harding          | Regina Pats                                             |
| 2001/02 | Cam Ward              | Red Deer Rebels                                         |
| 2000/01 | Dan Blackburn         | Kootenay Ice                                            |
| 1999/00 | Bryce Wandler         | Swift Current Broncos                                   |
| 1998/99 | Cody Rudkowsky        | Seattle Thunderbirds                                    |
| 1997/98 | Brent Belecki         | Portland Winter Hawks                                   |
| 1996/97 | Brian Boucher         | Tri-City Americans                                      |
| 1995/96 | David Lemanowicz      | Spokane Chiefs                                          |
| 1994/95 | Paxton Schafer        | Medicine Hat Tigers                                     |
| 1993/94 | Norm Maracle          | Saskatoon Blades                                        |
| 1992/93 | Trevor Robins         | Brandon Wheat Kings                                     |
| 1991/92 | Corey Hirsch          | Kamloops Blazers                                        |
| 1990/91 | Jamie McLennan        | Lethbridge Hurricanes                                   |
| 1989/90 | Trevor Kidd           | Brandon Wheat Kings                                     |
| 1988/89 | Danny Lorenz          | Seattle Thunderbirds                                    |
| 1987/88 | Troy Gamble           | Spokane Chiefs                                          |
| 1986/87 | Dean Cook Kenton Rein | Kamloops Blazers (Západ) Prince Albert Raiders (Východ) |
| 1985/86 | Mark Fitzpatrick      | Medicine Hat Tigers                                     |
| 1984/85 | Troy Gamble           | Medicine Hat Tigers                                     |
| 1983/84 | Ken Wregget           | Lethbridge Hurricanes                                   |
| 1982/83 | Mike Vernon           | Calgary Wranglers                                       |
| 1981/82 | Mike Vernon           | Calgary Wranglers                                       |
| 1980/81 | Grant Fuhr            | Victoria Cougars                                        |
| 1979/80 | Kevin Eastman         | Victoria Cougars                                        |
| 1978/79 | Rick Knickle          | Brandon Wheat Kings                                     |
| 1977/78 | Bart Hunter           | Portland Winter Hawks                                   |
| 1976/77 | Glen Hanlon           | Brandon Wheat Kings                                     |
| 1975/76 | Carey Walker          | New Westminster Bruins                                  |
| 1974/75 | Bill Oleschuk         | Saskatoon Blades                                        |
| 1973/74 | Garth Malarchuk       | Calgary Centennials                                     |
| 1972/73 | Ed Humphreys          | Saskatoon Blades                                        |
| 1971/72 | John Davidson         | Calgary Centennials                                     |
| 1970/71 | Ed Dyck               | Calgary Centennials                                     |
| 1969/70 | Ray Martyniuk         | Flin Flon Bombers                                       |
| 1968/69 | Ray Martyniuk         | Flin Flon Bombers                                       |
| 1967/68 | Chris Worthy          | Flin Flon Bombers                                       |
| 1966/67 | Ken Brown             | Moose Jaw Warriors                                      |